# Ященко Анатолій Федорович
Анато́лій Фе́дорович Я́щенко (нар. 9 червня 1958, Чернігівська область) — український актор театру і кіно. Заслужений артист України, Народний артист України (23 серпня 2014).

## Життєпис
З п'ятого класу займався в драмгуртку Палацу піонерів Чернігова у педагога Чернявської Тамари Захарівни.
У 1979 році закінчив Харківський державний інститут мистецтв ім. І. П. Котляревського (нині Харківський державний університет мистецтв ім. І. П. Котляревського).
1979—1994 роки — артист Запорізького театру юного глядача, один із засновників цього театру.
1994—1995 роки — артист Московського камерного театру.
З 1995 року працює у Київському академічному театрі драми і комедії на лівому березі Дніпра.
У 2014 році присвоєно почесне звання «Народний артист України».
З 2004 до 2018 року викладав акторську майстерність у Київському національному університеті театру, кіно і телебачення ім. І. К. Карпенка-Карого на кафедрі режисури і майстерства актора (курс Е. М. Митницького, курс Д. М. Богомазова).
З 2022 року актор Національного академічного драматичного театру імені Лесі Українки.

## Ролі в театрі
Запорізький театр юного глядача
- 1979 — «Драматична пісня» М. Анчарова, Б. Равенського — Хорунжий / Телефоніст
- 1979 — «Василиса Прекрасна» С. Прокоф'єва, Г. Сапгіра — Казкар
- 1980 — «Операція „Тунель“» В. Мар'яніна — Мудрик
- 1980 — «Таємниця бабусі Фетін» В. Гольфельда — Спостерігач
- 1982 — «Муха-Цокотуха» К. Чуковського — Комарик
- 1982 — «Вибір» О. Дударєва — Людина в зім'ятому піджаку
- 1982 — «Баня» В. Маяковського — Бельведонскій
- 1982 — «Королівський цирульник» Г. Левіной, В. Фотєєва — Піней
- 1983 — «Александрова, чи не підказуй!» П. Катаєва — Ворон
- 1983 — «Банку згущеного молока» Яр. Верещака — Петрухін
- 1983 — «Призначення» В. Довгого — Суддя Дейєр
- 1983 — «Весняна плутанина» І. та Я. Златопольських — Філін
- 1983 — «Квадратура кола» В. Катаєва — Абрам
- 1984 — «Дівчинка, де ти живеш?» М. Рощина — Тітка Кланя
- 1984 — «Плуфт, або Маленький привид» М.-К. Машаду — Герундій
- 1984 — «Вино з кульбаб» Р. Бредбері — Містер Браун
- 1984 — «Василиса Прекрасна» С. Прокоф'єва, Г. Сапгіра — Кощій
- 1984 — «Котячий будинок» С. Маршака — Кот
- 1984 — «Навіки девятнадцатилетние» Г. Бакланова — Селіванов
- 1985 — «Шишок» О. Александрова — Шишок
- 1985 — «Мама і нейтронна бомба» Євг. Євтушенко — Поет
- 1985 — «Я — і ніхто інший» В. Левашова — Зотов
- 1986 — «Скуті одним ланцюгом» Дугласа і Сміта — учасник експерименту
- 1986 — «Ромео і Джульєтта» В. Шекспіра — юнак
- 1986 — «Подорож Великого Гудвіна» М. Волкова — Дядечко Рольф
- 1986 — «Жива музика» Л. Устинова — Пан
- 1987 — «Королівський особняк» Яр. Верещака — Господар
- 1987 — «Так переможемо!» М. Шатрова — Німецький генерал
- 1987 — «Мауглі» Л.Стумбе, У.Берзіня, М. Брауна за мотивами «Книги джунглів» Р. Кіплінга — Каа
- 1988 — «Так переможемо!» М. Шатрова — Середняк
- 1988 — «Витівки царського блазня» В. Данилевича — Цар Евтімов
- 1988 — «Плаха» Ч. Айтматова — Редактор / Вовк зграї
- 1989 — «Самовбивця» М. Ердмана — Подсекальников
- 1989 — «Ранкова жертва» В. Малягіна — Кріс
- 1989 — «Малюк» Арк. і Б. Стругацьких — Попов
- 1990 — «Рахуємо до п'яти» М. Бартенєва — Сорока
- 1990 — «Пригоди комічних скотів» за п'єсою «Недоросль» Д. Фонвізіна — Митрофанушка
- 1991 — «Викрадення Джонні Дорсета» З. Сагалова — Сем
- 1991 — «Таємниця Массаро» Г. Остера — Міністр
- 1992 — «Чао!» М.-Ж. Соважона — Розпорядник
- 1994 — «Приборкання норовливої» В. Шекспіра — Грум
- 1994 — «Що сталося в зоопарку» Е. Олбі — Пітер
- 1994 — «Гра в самогубство» І. Хантера — Дейв

Київський академічний театр драми і комедії на лівому березі Дніпра
- 1995 — «Нічний сеанс» Н. Коуарда — Чарльз Кендемін
- 1995 — «Гра про закоханого лихваря» за п'єсою «Скупий» Мольєра — Ансельм, Симон
- 1996 — «Дура» М. Ашара — Каміл Севиньє
- 1996 — «Вільний бранець королеви» за п'єсою «Двоголовий орел» Ж. Кокто — Фелікс фон Віллінштайн
- 1997 — «Живий труп» Л. Толстого — Каренін
- 1999 — «Ідеальний чоловік» О. Уайльда — Роберт Чилтерн
- 1999 — «Що ви втратили в чужих снах?» за п'єсою «Санта Крус» М. Фріша — Барон
- 1999 — «Так закінчилося літо…» Яр. Стельмаха за романом «Люсі Краун» І. Шоу — Олівер
- 2000 — «Анна Кареніна» Л. Толстого — Стіва Облонський
- 2001 — «Глядачі на виставу не допускаються!» за п'єсою «Театр» М. Фрейна — Роджер Трамплімен
- 2001 — «Сільвія» А. Герні — Грег
- 2003 — «Море… Ніч… Свічки…» за п'єсою «Це велике море» Й. Бар-Йосефа — Ефраїм
- 2004 — «Любов з прицілом!?.» («Торговці гумою») Х. Левіна — Йоханан Цінгербай
- 2004 — «Вишневий сад» А. Чехова — Гаєв
- 2005 — «Майн Кампф, або Шкарпетки в кавнику» Д. Таборі — Шломо Герцель
- 2006 — «26 кімнат…» за п'єсою «Лісовик» А. Чехова — Михайло Хрущов
- 2007 — «Рожевий міст» за романом «Мости округу Медісон» Р.-Д. Уоллера — Роберт Кинкейд
- 2008 — «Дні пролітають зі свистом…» за п'єсою «Стара Зайчиха» М. Коляди — Він
- 2008 — «Не все коту масляна» О. Островського — Єрміл Зотич Ахов
- 2010 — «Три сестри» А. Чехова — Олександр Гнатович Вершинін
- 2012 — «Опискин. Фома!» за повістю «Село Степанчикове та його мешканці» Ф. Достоєвського — Єгор Ілліч Ростаньов, полковник
- 2016 — «Співай, Лоло, співай!» О. Чепалова за романом «Вчитель Гнус» Г. Манна — Гнус, учитель гімназії
- 2016 — «Безприданниця. Версія» О. Островського — Мокій Пармьонич Кнуров
- 2016 — «Мотузка» М. Хейфеца — Доктор
- 2018 — «Умовно звільнені» Дідьє ван Ковелера; реж. Катерина Степанкова — П'єр Еймон д'Арбу (П'єро)[2]
- 2018 — «Розлучник» Іона Сапдару; реж. Олексій Лісовець — Фелікс Поенару[3]
- 2019 — «Гарантія 2 роки» за п'єсою «Людяна людина» Сіррку Пелтоли; реж. Тамара Трунова
- 2019 — «40+» Павла Ар'є за спогадами, думками, історіями людей Київського академічного театру на лівому березі Дніпра; реж. Тамара Трунова

Київський театр «Браво»
- «Єлисейські поля в Нью-Орлеані» за п'єсою «Трамвай Бажання» Т. Вільямса — Мітч

Київська академічна майстерня театрального мистецтва «Сузір'я»
- «Сміх лангусти» Дж. Марелла — Джон Марелла
- «Випадкове танго» В. Айма — Він
- «Страх бажань» за Т. Вільямсом — Теннессі Вільямс

## Фільмографія
- 2016 — Жінка його мрії
- 2020 — Акушерка